# Área de Conservação da Paisagem de Teringi
A Área de Conservação da Paisagem de Teringi é um parque natural localizado no condado de Viljandi, na Estónia.
A área do parque natural é de 322 hectares.
A área protegida foi fundada em 1999 para proteger as paisagens e a biodiversidade na freguesia de Karksi, em Lilli.